# Firó de Sóller
El Firó de Sóller és una festa de moros i cristians que se celebra cada any a Sóller per commemorar la victòria contra els pirates de 1561 el dia de Sant Ponç. S'ha celebrat de manera continuada d'ençà de l'any següent dels fets, i el format actual de la festa es remunta a 1855.
A diferència de les festes de Moros i Cristians valencianes, i ben igual que a la resta de localitats mallorquines, la festa consisteix en un seguit d'episodis de recreació històrica en què els cristians, vestits de pagesos i identificats amb una creu de Sant Jordi com a bandera, lluiten contra els moros, vestits de pirates i identificats amb una mitja lluna com a bandera. El dia del Firó té lloc l'endemà de la Fira, que és el segon diumenge de maig, i és festiu a Sóller; la data sempre cau escassos dies abans o després de l'11 de maig, que és el dia que varen tenir lloc els fets.

## Actes

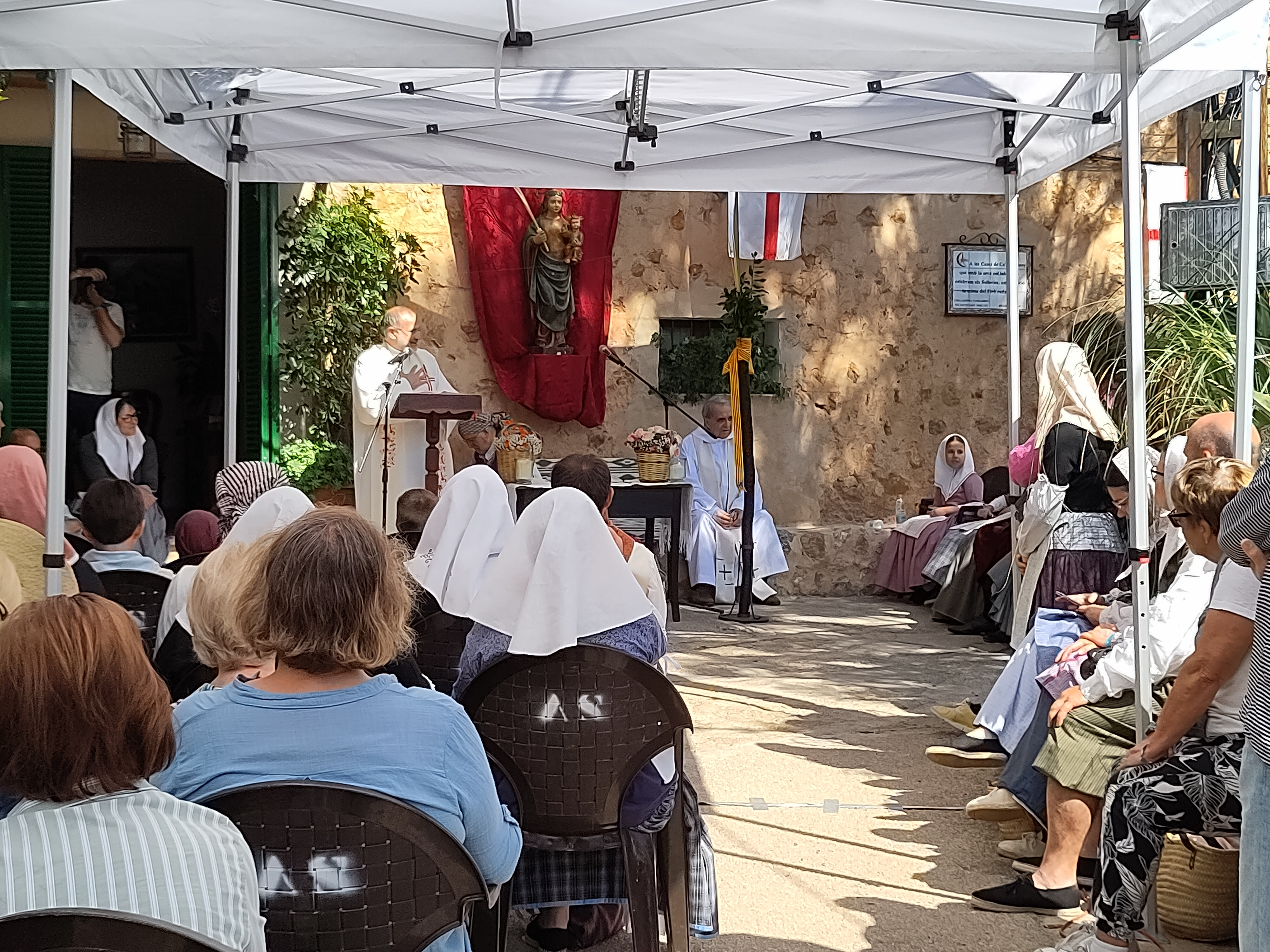
Missa a Can Tamany

De matí es fa una ofrena floral als herois de l'11 de maig al Monument, i a continuació es diu una missa a Can Tamany, casa pairal de les Valentes Dones, heroïnes de la diada.
Els esdeveniments es reparteixen en tres col·lectius: el dels pagesos, el de les pageses i el dels moros. Havent dinat, els pagesos s'apleguen a la plaça dels Estiradors, i les Valentes Dones fan una arenga a les pageses a la plaça de l'Església. Tot seguit, arriben els pagesos i tots plegats escolten el Capità Angelats que els anima a la lluita. Mentrestant, arriben els bandolers (trabucaires), que són indultats i s'afegeixen als pagesos.

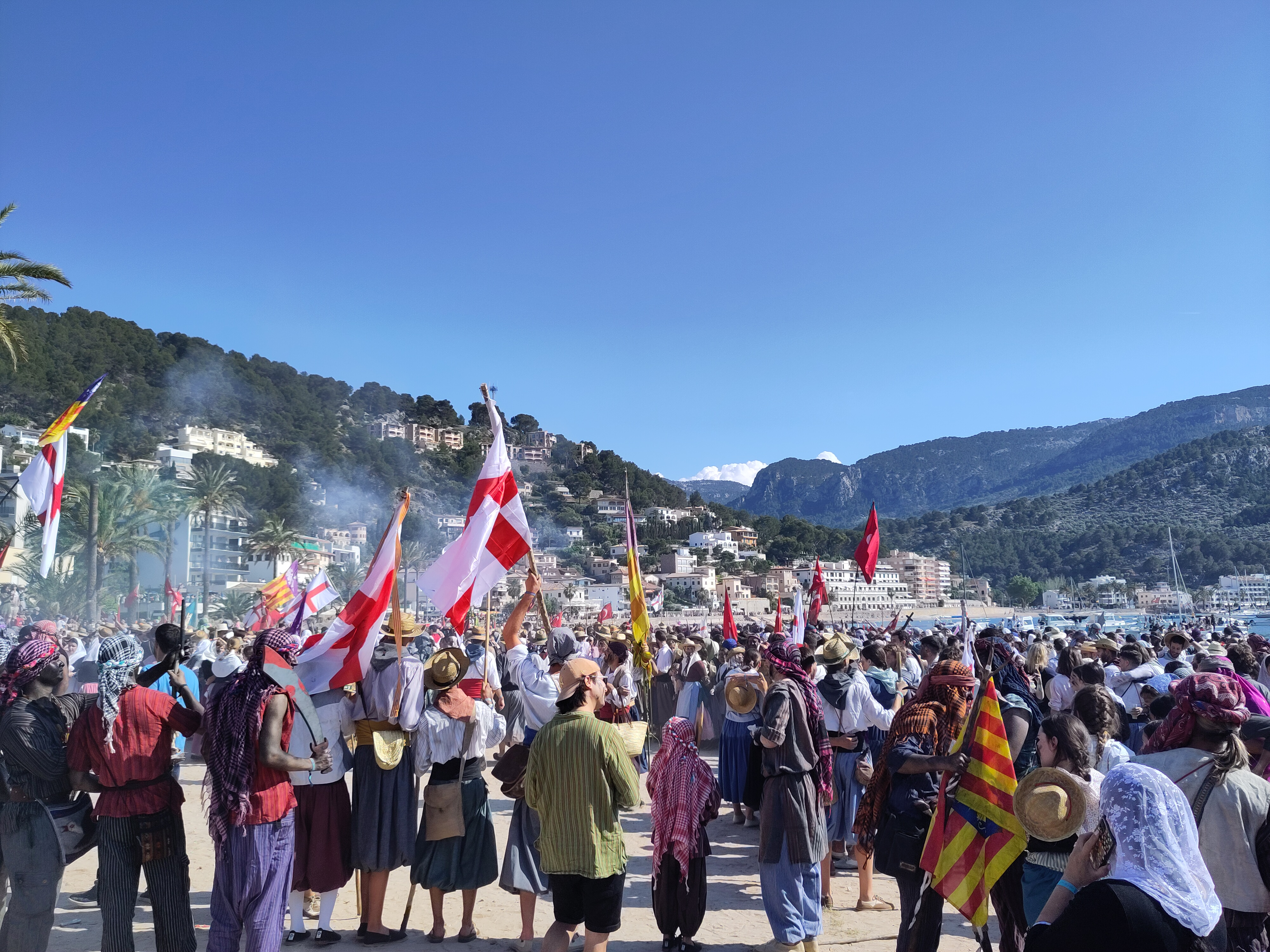
Batalla al Port

Al Port, els moros desembarquen a Can Generós, i són rebutjats en una primera batalla amb els pagesos. A continuació, a la platja d'en Repic derroten els pagesos i avancen cap a la vila. Al pont d'en Barona es produeix un altre enfrontament.
Ja cap al tard, els moros arriben a la plaça, saquegen la vila i l'almirall Otxalí proclama la victòria a les Cases de la Vila. Mentrestant, els pagesos s'apleguen al carrer de la Lluna i, després de l'arenga del Capità Angelats, entren a la plaça i derroten els pirates.
Finalment, el Capità Angelats i els altres comandants cristians proclamen la victòria dels sollerics a les Cases de la Vila i donen les gràcies a la Mare de Déu de la Victòria; per acabar, es canta la Balanguera, i la festa es clou amb el trasllat de la Mare de Déu de la Victòria a la capella de l'Hospici.

## Galeria
Imatges del Firó als anys vint:

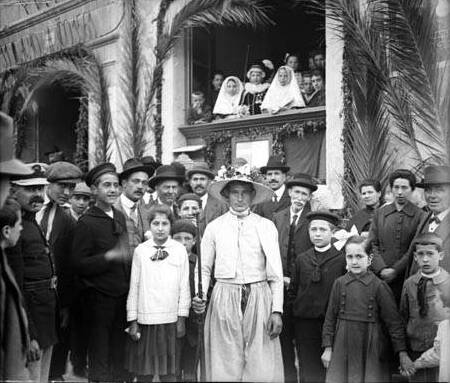
Davant l'Ajuntament
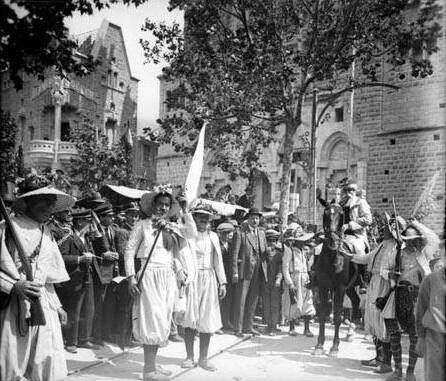
A la Plaça
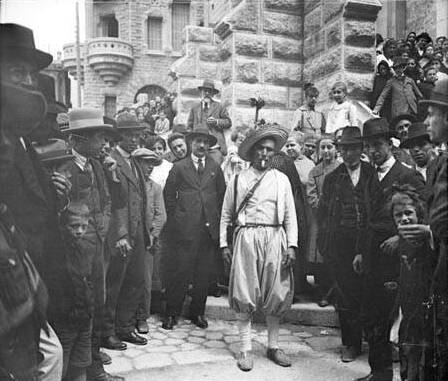
Davant l'Església
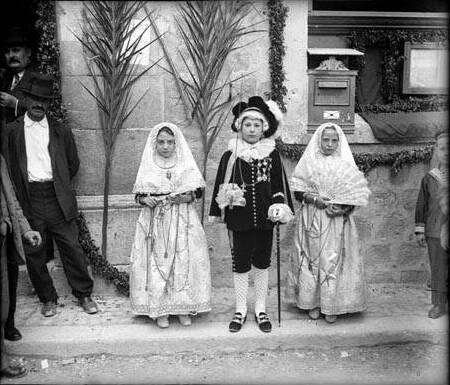
Tres infants
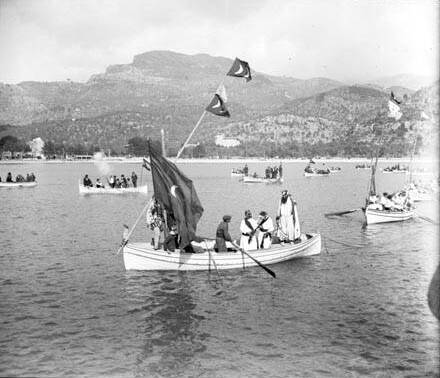
Els moros arribant al Port